# آرشاک دوم، پادشاه ارمنستان
آرشاک دوم (ارمنی: Արշակ Բ) پادشاه ارمنستان از سلسله اشکانی ارمنستان (آرشاکونی) بود.
آرشاک دوم، پسر و جانشین تیران هفتم با شاهزاده‌خانمی رومی ازدواج کرده بود و در فاصله بین حدود سال‌های ۳۵۱ تا ۳۶۷ میلادی سلطنت کرد خویشتن را در موقعیت بسیار دشواری یافت. ارمنستان دوباره مورد حمله شاپور دوم قرار گرفت؛ واساک مامیکونیان در مقابل او مقاومت کرد، آنگاه شاپور، آرشاک و سردار ارمنی واساک را به تله انداخت، بدین معنی که پادشاه ارمنستان را به بهانه مذاکرات صلح به نزد خود دعوت کرد، و او وقتی آمد شاپور به زندانش انداخت دو چشمش را کور کرد و واساک را به قتل رساند. آنگاه شروع به تجزیه و تفرقه ارمنستان کرد و می‌خواست مذهب مسیحیت را از ارمنستان براندازد.
آرتور کریستنسن نیز از فریب آرشاک سخن می‌گوید و می‌نویسد که شاپور با حیله و به قصد دلجویی آرشاک، پادشاه ارمنستان را به جشن صلح دعوت کرد و او را گرفت و به حبس انداخت.